# Olympische Winterspiele 1936/Teilnehmer (Belgien)
| Gelbes Symbol für Goldmedaillen mit stilisierten Olympischen Ringen | Graues Symbol für Silbermedaillen mit stilisierten Olympischen Ringen | Braundes Symbol für Bronzemedaillen mit stilisierten Olympischen Ringen |
| ------------------------------------------------------------------- | --------------------------------------------------------------------- | ----------------------------------------------------------------------- |
| —                                                                   | —                                                                     | —                                                                       |

Belgien nahm an den IV. Olympischen Winterspielen 1936 in Garmisch-Partenkirchen mit einer Delegation von 27 Athleten an 5 Sportarten teil. Die Athleten konnten dabei keine Medaille erringen.

## Teilnehmer nach Sportarten

### Bobsport(8)
Zweierbob I (Platz 8)
- René Lunden
- Eric De Spoelberch

Zweierbob II (Platz 9)
- Max Houben
- Martial Van Schelle

Viererbob I (Platz 8)
- René Lunden
- Eric De Spoelberch
- Philippe de Pret Roose
- Gaston Braun

Viererbob II (Platz 5)
- Max Houben
- Martial Van Schelle
- Louis De Ridder
- Paul Graeffe

### Eishockey(10)
Männer (Platz 13)
- Robert Baudinne
- Roger Bureau
- Joseph Lekens
- Georges Pootmans
- Pierre Van Reyschoot
- Willy Kreitz
- Carlos Van den Driessche
- Walter Bastenie
- Fernand Carez
- Louis de Ridder

### Eiskunstlauf(4)
Frauen
- Liselotte Landbeck (Platz 4)
- Yvonne de Ligne (Platz 18)

Paarlauf
- Louise Contamine (Platz 16)
- Robert Verdun (Platz 16)

### Eisschnelllauf(2)
500 m
- James Graeffe (Platz 33)
- Charles de Ligne (Platz 35)

1500 m
- James Graeffe (Platz 36)
- Charles de Ligne (Platz 37)

5000 m
- James Graeffe (Platz 35)
- Charles de Ligne (Platz -)

10.000 m
- Charles de Ligne (Platz 28)

### Ski alpin(4)
Männer
- Charles Bracht (Platz -)
- Raymond de Braconier (Platz -)
- Jacques Peten (Platz -)
- Werner De Spoelberch (Platz -)